# Чемпионат Джибути по шоссейному велоспорту
Чемпионат Джибути по шоссейному велоспорту — национальный чемпионат Джибути по шоссейному велоспорту, проводимый Федерацией велоспорта Джибути. За победу в дисциплинах присуждается майка в цветах национального флага (на илл.).

## Призёры

### Мужчины. Групповая гонка.
| Год  | Победитель  | Второй    | Третий |
| ---- | ----------- | --------- | ------ |
| 2013 | Мурад Ахмед | Черва Али |        |